# 源本有
源 本有（みなもと の もとあり）は、平安時代初期から前期にかけての貴族。文徳天皇の皇子。官位は正四位下・治部卿。

## 経歴
仁寿3年（853年）源朝臣姓を与えられ臣籍降下する。貞観10年（875年）従四位上に直叙され、貞観12年（877年）越前権守に任ぜられる。陽成朝では周防権守を務め、元慶6年（882年）正四位下に叙せられている。
光孝朝にの元慶9年（885年）治部卿に任ぜられ京官に復した。

## 官歴
『日本三代実録』による。
- 仁寿3年（853年） 6月11日：臣籍降下（源朝臣）
- 貞観10年（875年） 正月7日：従四位上
- 貞観12年（877年） 正月1日：次侍従。正月25日：越前権守
- 時期不詳：周防権守
- 元慶6年（882年） 正月7日：正四位下
- 元慶9年（885年） 正月16日：治部卿

## 系譜
『尊卑分脈』による。
- 父：文徳天皇
- 母：滋野岑子 - 滋野貞雄の娘
- 妻：不詳
  - 男子：源綏之